# Patrik Baboumian
Patrik Baboumian (ur. 1 lipca 1979 w Abadan) - ormiańsko-niemiecki strongman, psycholog i były kulturysta.
Urodził się w Iranie, w rodzinie ormiańskiej. W roku 1985, mając lat siedem, razem z matką i babcią emigrował do niemieckiego miasta Hattenhof. W wieku dziewięciu lat zainteresował się sportami siłowymi i dzięki temu jako młodzieniec został kulturystą. W roku 1999 wygrał zawody kulturystyczne IFBB German w kategorii juniorów, a w roku 2002 zwyciężył w turnieju Gießen Campions-Cup. Należy do niego rekord świata w podnoszeniu belki (log lift) w kategorii do 105 kg (podniósł 165 kg), rekord Niemiec w tej samej konkurencji (180 kg) oraz tytuł Najsilniejszego Człowieka Niemiec (w kategorii do 105 kg).
Od roku 2006 występuje w federacji IFSA Strongman. W roku 2007 wziął udział w International Federation of Strength Athletes -105 World Championships i ukończył zawody na 14. miejscu.
Patrik od roku 2005 jest wegetarianinem, a w roku 2009 przeszedł na weganizm. W listopadzie 2011 stał się twarzą kampanii PETY, propagując dietę wegańską.

## Wymiary (stan na rok 2007) i osiągnięcia
- Wzrost: 171 cm
- Waga: 116 kg
- Biceps: 50 cm
- Wyciskanie na ławeczce: 215 kg
- Przysiad: 310 kg
- Martwy ciąg: 360 kg

## Mistrzostwa świata
- 2007 (Chiny) - 14.
- 2009 (Ukraina) - 9.
- 2010 (USA) - 23.